# Spanglerogyrus
Spanglerogyrus is een geslacht van kevers uit de familie schrijvertjes (Gyrinidae).
Het geslacht is voor het eerst wetenschappelijk beschreven in 1979 door Folkerts.

## Soorten
Het geslacht omvat de volgende soort:
- Spanglerogyrus albiventris Folkerts, 1979